# قطعنامه ۱۱۳۰ شورای امنیت
قطعنامه ۱۱۳۰ شورای امنیت سازمان ملل متحد که در تاریخ ۲۹ سپتامبر ۱۹۹۷ تصویب شد، سندی بین‌المللی دربارهٔ بررسی وضعیت در آنگولا است. این قطعنامه طی نشست ۳۸۲۰ام با ۱۵ رای موافق، ۰ مخالف و ۰ ممتنع تصویب شد.